# Ralph E. Griswold
Ralph E. Griswold (* 19. Mai 1934 in Modesto, Kalifornien; † 4. Oktober 2006 in Tucson, Arizona) war ein US-amerikanischer Informatiker, der maßgeblich an der Entwicklung der Programmiersprachen SNOBOL, SL5 und Icon beteiligt war.
Griswold studierte an der Stanford University, erwarb dort den Bachelor in Physik sowie den Master of Science und Ph.D. in Elektrotechnik. Er startete seine Karriere 1962 an den berühmten Bell Laboratories und forschte dort an der nichtnumerischen Datenverarbeitung. Das Resultat war SNOBOL, eine höhere Programmiersprache, die für die damalige Zeit geradezu revolutionäre Möglichkeiten in der Verarbeitung von Zeichenketten bot. Bereits fünf Jahre später war er Leiter einer eigenen Forschungs- und Entwicklungsabteilung.
1971 wurde Griswold der erste Professor für Informatik an der staatlichen  Universität von Arizona, baute den Fachbereich auf und war dessen Leiter bis 1981. Während seiner Zeit in Arizona entwickelte Griswold SNOBOL weiter und war am Entwurf des direkten Nachfolgers SL5 („SNOBOL 5“) beteiligt. 1977 entwarf er die Programmiersprache Icon, die in Anlehnung an SNOBOL und ALGOL entstand und deren Stärke wiederum in der nichtnumerischen Datenverarbeitung besteht.
1990 folgte die Berufung in den Verwaltungsrat der Hochschule, dem er fünf Jahre angehörte, ehe er sich endgültig aus dem Lehrbetrieb zurückzog. Er erlag am 4. Oktober 2006 in Tucson seinem Krebsleiden.